# Micrófono bidireccional
Los micrófonos bidireccionales tienen un diagrama polar en forma de 8, lo que significa que captan tanto el sonido que les llega por su parte frontal, como por su parte posterior. Sin embargo, son sordos al sonido que les llega por los laterales. 
Un inconveniente del diagrama polar en forma de ocho es que hay que tener cuidado con las cancelaciones que puedan producirse por contrafases. De ocurrir esto, se puede corregir reorientando el micrófono.
Esta respuesta polar o polarizada, comienza a perder eficiencia por encima de los 10 kHz. Donde, ofrecen mayor sensibilidad a los sonidos procedentes del eje horizontal que del eje vertical. Esto se produce porque los agudos que llegan por encima del micrófono sufren una cancelación parcial, debido a que las fases se interfieren.
El ángulo preferente de los micros bidireccionales se sitúa en torno a los 100º.
El micrófono de cinta es el tipo de micro con una respuesta bidireccional más eficaz (para ello, hay que dejar la misma cantidad de cinta al aire, tanto por delante, como por detrás).
Aunque es un micro muy utilizado a la hora de realizar entrevistas radiofónicas (donde entrevistador y entrevistados se sientan uno frente a otro), su uso en televisión es limitado. Que sea muy utilizado no significa que sea muy recomendable, porque, usado en el ejemplo anterior, impide procesar (ecualizar si fuese necesario) las voces por separado (¿y si una voz es mucho más potente que otra?).
Existen micros que ofrecen una respuesta bidireccional, pero que en realidad son micros construidos a partir de dos cápsulas cardioides colocadas en direcciones opuestas espalda con espalda.